# 열광
열광(熱狂)은 인간의 심리 중 어떤 대상에 강렬한 관심을 보이는 것을 말한다.

## 개요
열광은 인간의 마음의 작용 중에서도 특히 심한 것 중 하나이다. 특히 대상에 호의적으로 흥분하고 있는 상태로, 종종 열광하는 사람은 다른 것에 대해서는 관심이 없다. 이러한 열광하고 있는 상태가 계속하고 있는 사람을 마니아라고 한다.